# 75.ª edición de los Premios Óscar
La 75.ª edición de los Óscar premió a las mejores películas de 2002. Organizada por la Academia de Artes y Ciencias Cinematográficas, tuvo lugar en el Teatro Kodak de Los Ángeles (Estados Unidos) el 23 de marzo de 2003. En esta ocasión, el maestro de ceremonias fue Steve Martin. 
Hasta la fecha, ha sido la única edición de los Óscar donde se suspendió el habitual desfile de grandes personalidades por la alfombra roja previo a la gala. Acababa de estallar la guerra contra Irak y los organizadores de la ceremonia pensaron que lo más adecuado era suspenderla.

## Candidaturas y ganadores
Chicago se convirtió en  el primer musical en ganar el Óscar a Mejor película, desde que la película Oliver!  lo hiciera por última vez en 1968. Adrien Brody gana el Óscar a Mejor actor a los 29 años, convirtiéndose en el actor más joven en ganar el Óscar en dicha categoría. Con su décima tercera nominación Meryl Streep se convirtió en ese entonces la actriz con más nominaciones en la historia del Óscar. Mientras tanto Jack Nicholson obtuvo su duodécima nominación al Óscar convirtiéndose en el actor con más nominaciones en la historia del Óscar. Julianne Moore fue la novena intérprete en conseguir dos nominaciones en las categorías de Mejor actriz y Mejor actriz de reparto por participar en películas diferentes. La canción Lose Yourself  de la película 8 Mile se convirtió en la primera canción del género rap en ganar el Óscar a la Mejor canción original. El Señor de los Anillos: las dos torres fue la cuarta secuela en conseguir una nominación al Óscar a la Mejor película. Insólitamente por primera  y única vez se otorga una nominación al Óscar a un personaje ficticio: Donald Kaufman respectivamente,  quien a pesar de estar  acreditado como coautor del guion de la película Adaptation junto con Charlie Kaufman en la vida real no existe y finalmente no ganaría dicho premio.

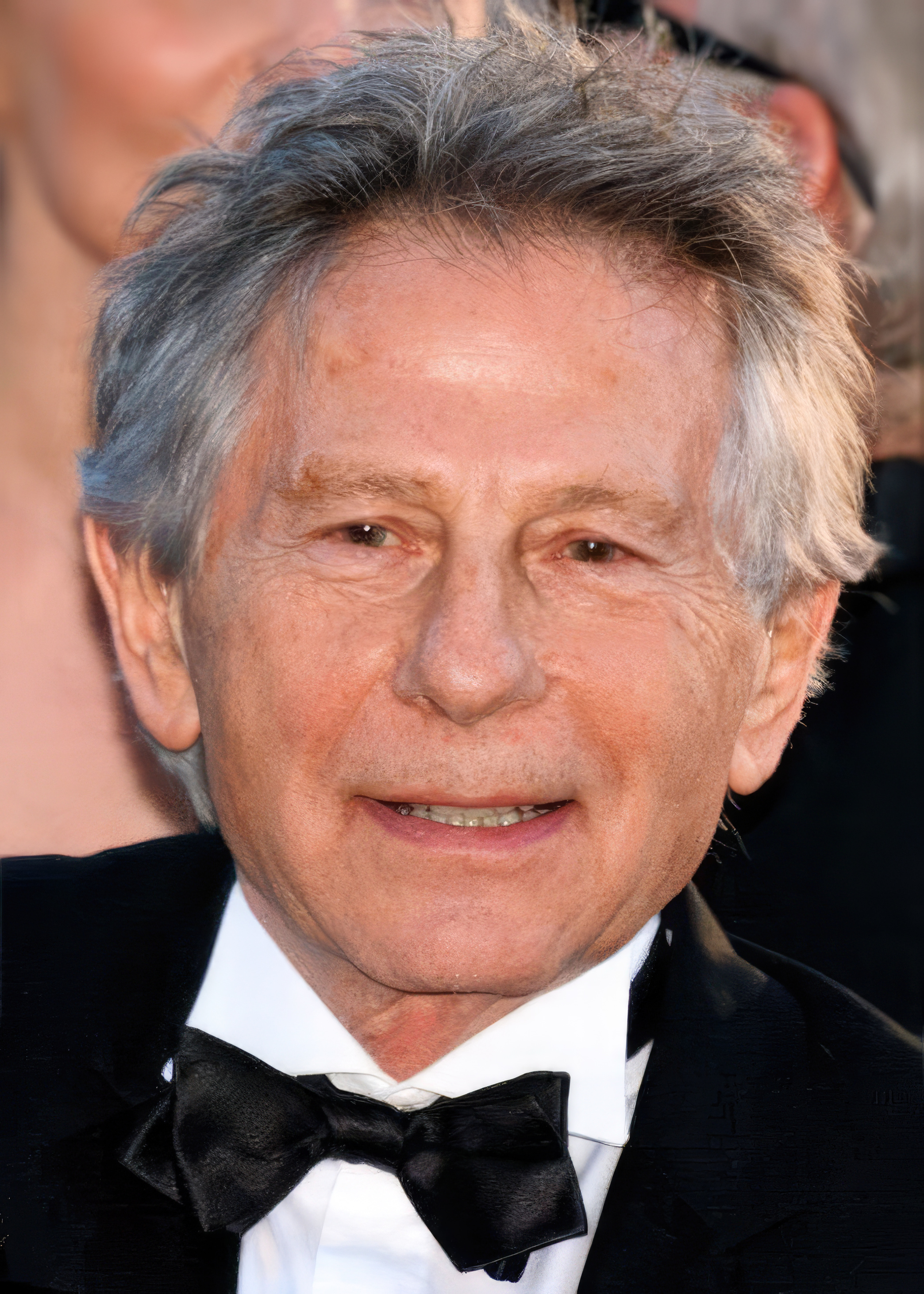
Roman Polanski fue el ganador del Óscar al mejor director por El pianista.

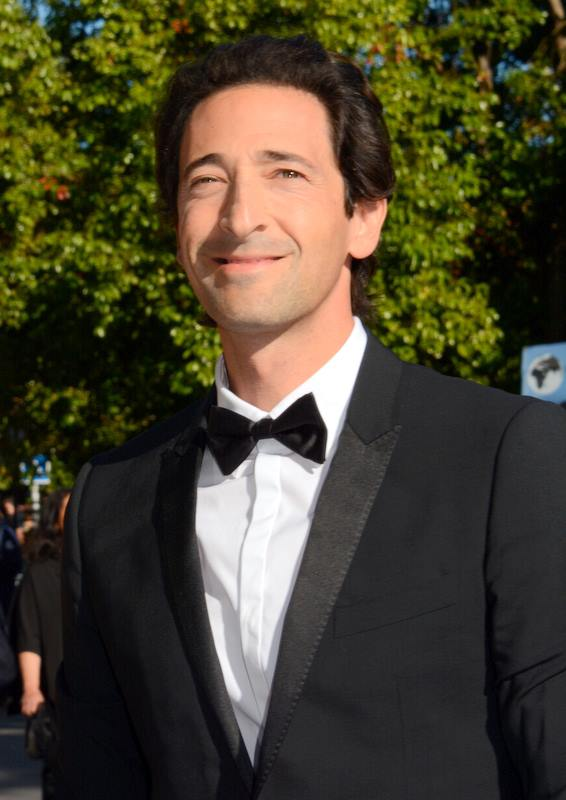
Adrien Brody fue el ganador del Óscar al mejor actor por El pianista.

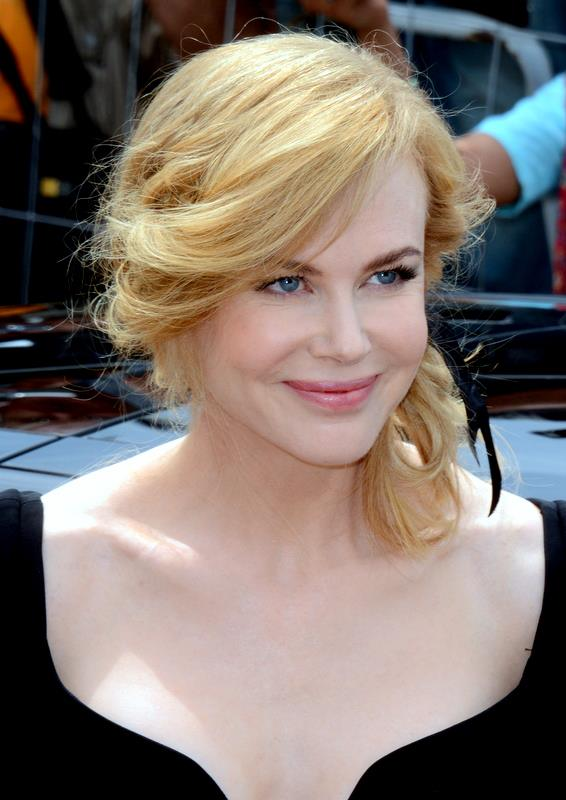
Nicole Kidman fue la ganadora del Óscar a mejor actriz por Las horas.

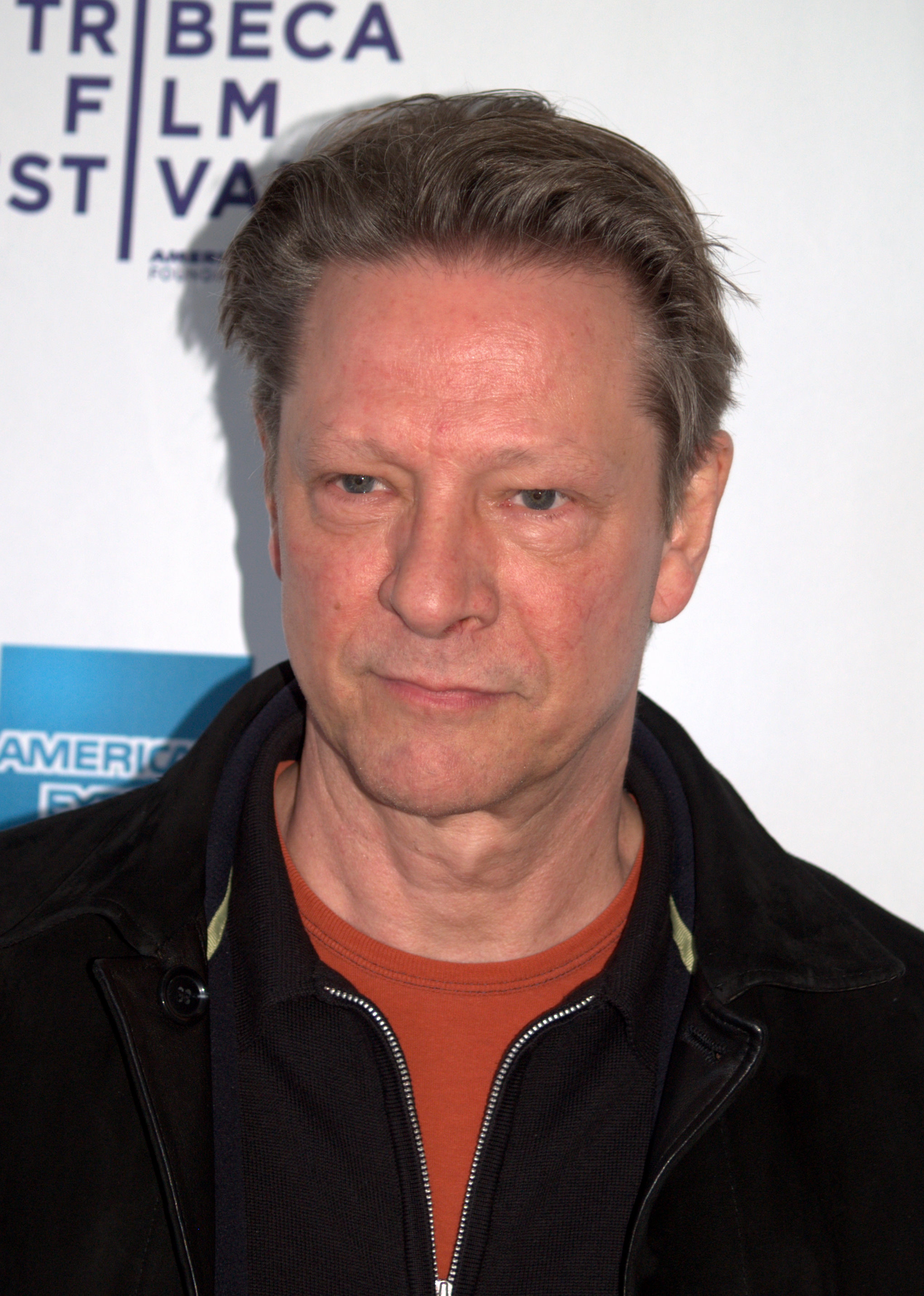
Chris Cooper fue el ganador del Óscar a mejor actor de reparto por Adaptation.

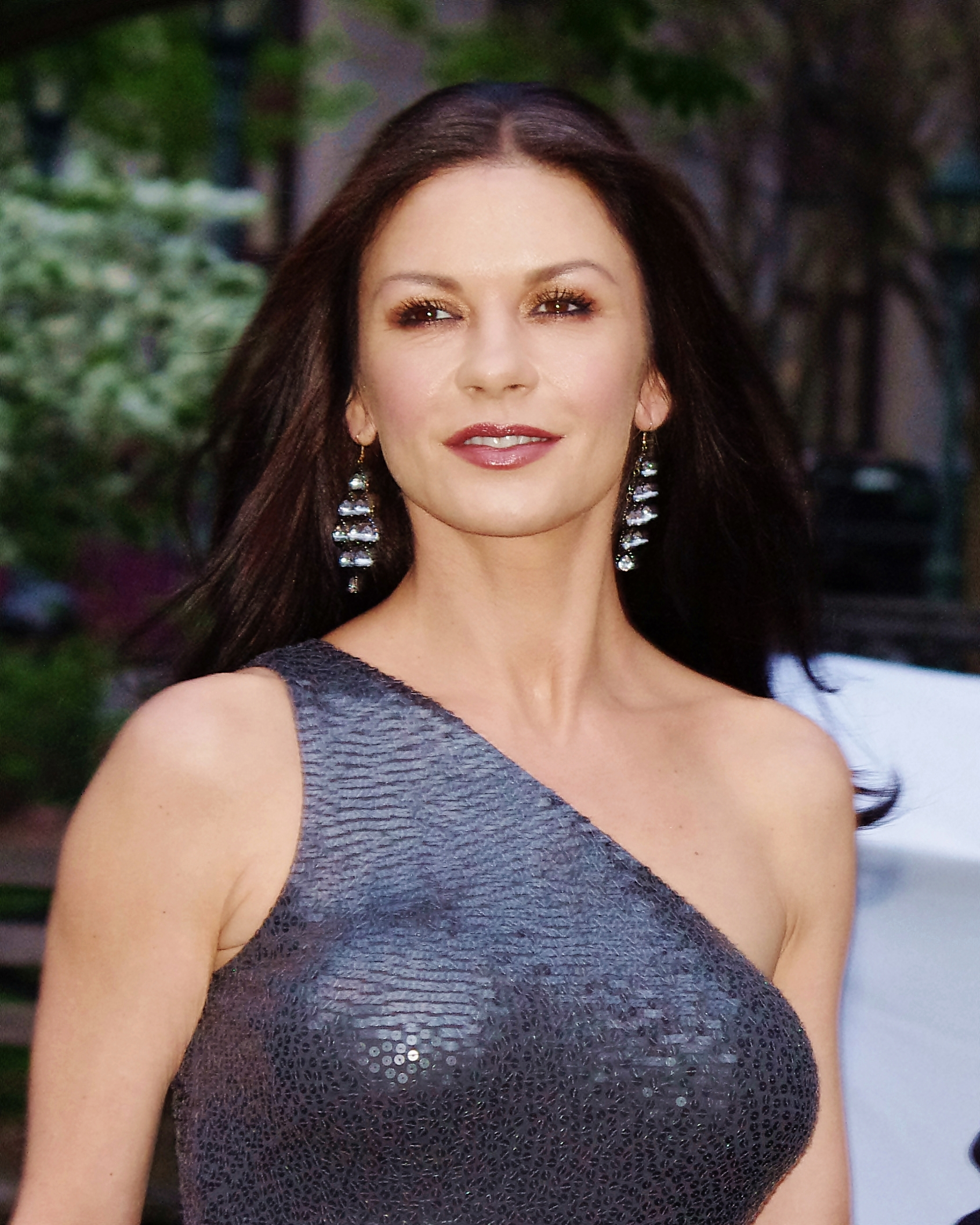
Catherine Zeta-Jones fue la ganadora del Óscar a la mejor actriz de reparto por Chicago.

 Indica el ganador dentro de cada categoría.
| Mejor película Presentado por: Kirk Douglas y Michael Douglas | Mejor director Presentado por: Harrison Ford |
| --- | --- |
| Chicago — Martin Richards | Roman Polanski — The pianist (El pianista) |
| - Gangs of New York — Alberto Grimaldi y Harvey Weinstein - The Hours (Las horas) — Robert Fox y Scott Rudin - The Lord of the Rings: The Two Towers (El Señor de los Anillos: las dos torres) — Peter Jackson, Barrie M. Osborne y Fran Walsh - The pianist (El pianista) — Roman Polanski, Alain Sarde y Robert Benmussa | - Pedro Almodóvar — Hable con ella - Stephen Daldry — The Hours (Las horas) - Rob Marshall — Chicago - Martin Scorsese — Gangs of New York |
| Mejor actor Presentado por: Halle Berry | Mejor actriz Presentado por: Denzel Washington |
| Adrien Brody — The pianist (El pianista) como Władysław Szpilman | Nicole Kidman — The Hours (Las horas) como Virginia Woolf |
| - Nicolas Cage — Adaptation como Charlie Kaufman/Donald Kaufman - Michael Caine — The Quiet American (El americano impasible) como Thomas Fowler - Daniel Day-Lewis — Gangs of New York como Bill "The Butcher" Cutting - Jack Nicholson — About Schmidt (A propósito de Schmidt) como Warren Schmidt | - Salma Hayek — Frida como Frida Kahlo - Diane Lane — Unfaithful (Infiel) como Constance "Connie" Sumner - Julianne Moore — Far from Heaven (Lejos del cielo) como Cathy Whitaker - Renée Zellweger — Chicago como Roxie Hart |
| Mejor actor de reparto Presentado por: Jennifer Connelly | Mejor actriz de reparto Presentado por: Sean Connery |
| Chris Cooper — Adaptation como John Laroche | Catherine Zeta-Jones — Chicago como Velma Kelly |
| - Ed Harris — The Hours (Las horas) como Richard "Richie" Brown - Paul Newman — Road To Perdition (Camino a la perdición) como John Rooney - John C. Reilly — Chicago como Amos Hart - Christopher Walken — Catch Me If You Can (Atrápame si puedes) como Frank Abagnale Sr. | - Kathy Bates — About Schmidt (A propósito de Schmidt) como Roberta Hertzel - Queen Latifah — Chicago como Matron "Mama" Morton - Julianne Moore — The Hours (Las horas) como Laura McGrath Brown - Meryl Streep — Adaptation como Susan Orlean |
| Mejor guion original Presentado por: Ben Affleck | Mejor guion adaptado Presentado por: Marcia Gay Harden |
| Hable con ella — Pedro Almodóvar. | The pianist (El pianista) — Ronald Harwood basado en El pianista del gueto de Varsovia por Władysław Szpilman |
| - Far from Heaven (Lejos del cielo) — Todd Haynes - Gangs of New York — Jay Cocks, Steve Zaillian y Kenneth Lonergan - My Big Fat Greek Wedding (Mi gran boda griega) — Nia Vardalos - Y tu mamá también — Carlos Cuarón y Alfonso Cuarón | - About a Boy (Un niño grande) — Peter Hedges, Chris Weitz y Paul Weitz basado en About a Boy por Nick Hornby - Adaptation — Charlie Kaufman y Donald Kaufman basado en The Orchid Thief por Susan Orlean - Chicago — Bill Condon basado en Chicago de Bob Fosse y Fred Ebb - The Hours (Las horas) — David Hare basado en Las horas por Michael Cunningham                                |
| Mejor película de animación Presentado por: Cameron Diaz | Mejor película extranjera (de habla no inglesa) Presentado por: Salma Hayek |
| El viaje de Chihiro (Sen to Chihiro no kamikakushi) — Hayao Miyazaki | 'En un lugar de África (Nirgendwo in Afrika) (Alemania) en alemán — Caroline Link |
| - El planeta del tesoro — Ron Clements - Ice Age — Chris Wedge - Lilo & Stitch — Chris Sanders - Spirit: el corcel indomable — Jeffrey Katzenberg | - El crimen del padre Amaro (México) en español — Carlos Carrera - Hero (China) en mandarín — Zhang Yimou - Mies vailla menneisyyttä (Un hombre sin pasado) (Finlandia) en finés — Aki Kaurismäki - Zus & Zo (Países Bajos) en neerlandés — Paula van der Oest |
| Mejor documental largo Presentado por: Diane Lane | Mejor documental corto Presentado por: Jack Valenti |
| Bowling for Columbine — Michael Moore y Michael Donovan | Twin Towers — Bill Guttentag y Robert David Port |
| - Daughter from Danang — Gail Dolgin y Vicente Franco - Prisoner of Paradise — Malcolm Clarke y Stuart Sender - Spellbound — Jeffrey Blitz y Sean Welch - Winged Migration — Jacques Perrin | - Mighty Times: The Legacy of Rosa Parks — Robert Hudson y Bobby Houston - The Collector of Bedford Street — Alice Elliott - Why Can't We Be a Family Again? — Roger Weisberg y Murray Nossel |
| Mejor cortometraje Presentado por: Jennifer Garner y Mickey Mouse | Mejor cortometraje animado Presentado por: Jennifer Garner y Mickey Mouse |
| This Charming Man — Martin Strange-Hansen y Mie Andreasen | The ChubbChubbs! — Eric Armstrong |
| - Fait D’Hiver — Dirk Beliën y Anja Daelemans - I’ll Wait for the Next One... (J’Attendrai Le Suivant...) — Philippe Orreindy y Thomas Gaudin - Inja (Dog) — Steven Pasvolsky y Joe Weatherstone - Johnny Flynton — Lexi Alexander y Alexander Buono | - Das Rad — Chris Stenner y Heidi Wittlinger - Katedra — Tomasz Bagiński - Mike's New Car — Pete Docter y Roger Gould - Mount Head — Kōji Yamamura |
| Mejor banda sonora Presentado por: Renée Zellweger | Mejor canción original Presentado por: Barbra Streisand |
| Frida — Elliot Goldenthal | «Lose Yourself» — 8 Mile (8 millas); Música por Eminem, Jeff Bass y Luis Resto; Letra por Eminem. |
| - Catch Me If You Can (Atrápame si puedes) — John Williams - Road To Perdition (Camino a la perdición) — Thomas Newman - Far from Heaven (Lejos del cielo) — Elmer Bernstein - The Hours (Las horas) — Philip Glass | - «Burn It Blue» — Frida; Música por Elliot Goldenthal; Letra por Julie Taymor - «Father and Daughter» — The Wild Thornberrys Movie (Los Thornberrys: La película); Música y Letra por Paul Simon - «I Move On» — Chicago; Música por John Kander; Letra por Fred Ebb - «The Hands That Built America» — Gangs of New York; Música y Letra por Bono, The Edge, Adam Clayton y Larry Mullen |
| Mejor edición de sonido Presentado por: Julianne Moore | Mejor sonido Presentado por: Julianne Moore |
| The Lord of the Rings: The Two Towers (El Señor de los Anillos: las dos torres) — Ethan Van der Ryn y Michael Hopkins | Chicago — Michael Minkler, Dominick Tavella y David Lee |
| - Road To Perdition (Camino a la perdición) — Scott A. Hecker - Minority Report — Richard Hymns y Gary Rydstrom | - Road To Perdition (Camino a la perdición) — Scott Millan, Bob Beemer y John Patrick Pritchett - The Lord of the Rings: The Two Towers (El Señor de los Anillos: las dos torres) — Christopher Boyes, Michael Semanick, Michael Hedges y Hammond Peek - Gangs of New York — Tom Fleischman, Eugene Gearty e Ivan Sharrock - Spider-Man — Kevin O'Connell, Greg P. Russell y Ed Novick     |
| Mejor dirección artística Presentado por: Jennifer Lopez | Mejor fotografía Presentado por: Julia Roberts |
| Chicago — Dirección artística: John Myhre; Diseño de decorados: Gordon Sim | Road To Perdition (Camino a la perdición) — Conrad L. Hall |
| - Road To Perdition (Camino a la perdición) – Dirección artística: Dennis Gassner; Diseño de decorados: Nancy Haigh - The Lord of the Rings: The Two Towers (El Señor de los Anillos: las dos torres) — Dirección artística: Grant Major; Diseño de decorados: Dan Hennah y Alan Lee. - Frida — Dirección artística: Felipe Fernández del Paso; Diseño de decorados: Hania Robledo - Gangs of New York — Dirección artística: Dante Ferretti; Diseño de decorados: Francesca Lo Schiavo | - Chicago — Dion Beebe - The pianist (El pianista) — Pawel Edelman - Far from Heaven (Lejos del cielo) — Edward Lachman - Gangs of New York — Michael Ballhaus |
| Mejor maquillaje Presentado por: Nia Vardalos | Mejor diseño de vestuario Presentado por: Mira Sorvino |
| Frida — John E. Jackson y Beatrice De Alba | Chicago — Colleen Atwood |
| - La máquina del tiempo — John M. Elliott, Jr. y Barbara Lorenz | - The pianist (El pianista) — Anna B. Sheppard - Frida — Julie Weiss - Gangs of New York — Sandy Powell - The Hours (Las horas) — Ann Roth |
| Mejor montaje Presentado por: Geena Davis | Mejores efectos visuales Presentado por: Keanu Reeves |
| Chicago — Martin Walsh | The Lord of the Rings: The Two Towers (El Señor de los Anillos: las dos torres) — Jim Rygiel, Joe Letteri, Randall William Cook y Alex Funke |
| - The pianist (El pianista) — Hervé de Luze - The Lord of the Rings: The Two Towers (El Señor de los Anillos: las dos torres) — Michael J. Horton - Gangs of New York — Thelma Schoonmaker - The Hours (Las horas) — Peter Boyle | - Spider-Man — John Dykstra, Scott Stokdyk, Anthony LaMolinara y John Frazier - Star Wars: Episode II - Attack of the Clones (Star Wars: Episodio II - El atauqe de los clones) — Rob Coleman, Pablo Helman, John Knoll y Ben Snow |

### Óscar Honorífico
- Peter O'Toole, presentado por Meryl Streep

## Presentadores
| Persona             | Película                                      |
| ------------------- | --------------------------------------------- |
| Brendan Fraser      | Clip de The Lord of the Rings: The Two Towers |
| Richard Gere        | Clip de Chicago                               |
| Dustin Hoffman      | Clip de The Pianist                           |
| Matthew McConaughey | Clip de Gangs of New York                     |
| Hilary Swank        | Clip de The Hours                             |
| Gael García Bernal  | Canción de Frida                              |
| Colin Farrell       | Canción de Gangs of New York                  |
| John Travolta       | Canción de Chicago                            |
| Barbra Streisand    | Canción de 8 Mile                             |
| Steve Martin        | Clip de The Wild Thornberrys Movie            |

## Reunión de intérpretes galardonados con el Óscar
Para celebrar el 75 aniversario de los premios de la Academia, se hizo una foto de familia en la que la Academia reunió a la mayor cantidad posible de actores y actrices ganadores del premio Óscar que fue precedida por una presentación a cargo de una Olivia de Havilland que reflexionaba sobre los cambios producidos en la sociedad desde que se alzara con la estatuilla, menos en uno de los ámbitos: el amor al cine.
Los actores galardonados que acudieron a la cita fueron los siguientes: Julie Andrews, Kathy Bates, Halle Berry, Ernest Borgnine, Adrien Brody, Red Buttons, Nicolas Cage, Michael Caine, George Chakiris, Jennifer Connelly, Sean Connery, Chris Cooper, Geena Davis, Daniel Day-Lewis, Olivia de Havilland, Kirk Douglas, Michael Douglas, Robert Duvall, Louise Fletcher, Brenda Fricker, Cuba Gooding Jr., Louis Gossett, Jr., Joel Grey, Tom Hanks, Marcia Gay Harden, Dustin Hoffman, Celeste Holm, Anjelica Huston, Claude Jarman Jr., Jennifer Jones, Shirley Jones, George Kennedy, Nicole Kidman, Ben Kingsley, Martin Landau, Cloris Leachman, Karl Malden, Marlee Matlin, Hayley Mills, Rita Moreno, Patricia Neal, Jack Nicholson, Margaret O'Brien, Tatum O'Neal,  Jack Palance, Luise Rainer, Julia Roberts, Cliff Robertson, Mickey Rooney, Susan Sarandon, Maximilian Schell, Mira Sorvino, Sissy Spacek, Mary Steenburgen, Meryl Streep, Barbra Streisand, Hilary Swank, Jon Voight, Denzel Washington, Christopher Walken,  Teresa Wright y Catherine Zeta-Jones.

## In Memoriam
El montaje anual que realiza la academia en cada ceremonia, reconoció este año a las siguientes personalidades: Lew Wasserman (ejecutivo), Richard Sylbert (director artístico), Eddie Bracken, George Sidney (director), Katy Jurado, Jack Brodsky (productor), Dudley Moore, John Frankenheimer (director), Rod Steiger, Norman Panama (escritor), Horst Bucholtz, J. Lee Thompson (director), Leo McKern, Milton Berle, Ward Kimball (animador), Richard Crenna, Charles Guggenheim (documentalista), Rosemary Clooney, Daniel Taradash (escritor), Signe Hasso, Walter Scharf (compositor), Kim Hunter, Adolph Green (letrista), Alberto Sordi, Conrad L. Hall (fotógrafo), George Roy Hill (director), Richard Harris, James Coburn y Billy Wilder (director).

## Premios y nominaciones múltiples
| Película                                                                        | Candidaturas | Premios |
| ------------------------------------------------------------------------------- | ------------ | ------- |
| Chicago                                                                         | 13           | 6       |
| The pianist (El pianista)                                                       | 7            | 3       |
| Frida                                                                           | 6            | 2       |
| The Lord of the Rings: The Two Towers (El Señor de los Anillos: las dos torres) | 6            | 2       |
| Road To Perdition (Camino a la perdición)                                       | 6            | 1       |
| Adaptation                                                                      | 4            | 1       |
| The Hours (Las horas)                                                           | 9            | 1       |
| Hable con ella                                                                  | 2            | 1       |
| El viaje de Chihiro (Sen to Chihiro no kamikakushi)                             | 1            | 1       |
| En un lugar de África (Nirgendwo in Afrika)                                     | 1            | 1       |
| Gangs of New York                                                               | 10           | 0       |
| Far from Heaven (Lejos del cielo)                                               | 4            | 0       |
| About Schmidt (A propósito de Schmidt)                                          | 2            | 0       |
| Catch Me If You Can (Atrápame si puedes)                                        | 2            | 0       |
| Spider-Man                                                                      | 2            | 0       |